# Archidendron lovelliae
Archidendron lovelliae là một loài thực vật có hoa trong họ Đậu. Loài này được (Bailey) I.C.Nielsen miêu tả khoa học đầu tiên.